# NGC 1272
NGC 1272 је елиптична галаксија у сазвежђу Персеј која се налази на NGC листи објеката дубоког неба.
Деклинација објекта је + 41° 29' 26" а ректасцензија 3h 19m 21,3s. Привидна величина (магнитуда) објекта NGC 1272 износи 12,0 а фотографска магнитуда 13,0. Налази се на удаљености од 76,671 милиона парсека од Сунца. NGC 1272 је још познат и под ознакама UGC 2662, MCG 7-7-58, CGCG 540-98, PGC 12384.